# Lijst van voetbalinterlands Congo-Brazzaville - Sierra Leone
Deze lijst van voetbalinterlands is een overzicht van alle officiële voetbalwedstrijden tussen de nationale teams van Congo-Brazzaville en Sierra Leone. De landen hebben tot op heden vijf keer tegen elkaar gespeeld. De eerste ontmoeting was een kwalificatiewedstrijd voor de Afrika Cup 1996 op 15 oktober 1994 in Freetown. Het laatste duel, een vriendschappelijke wedstrijd, werd gespeeld op 29 maart 2022 in Aksu (Turkije).

## Wedstrijden
| № | Plaats      | Datum            | Competitie                   | Wedstrijd                        | Uitslag |
| - | ----------- | ---------------- | ---------------------------- | -------------------------------- | ------- |
| 1 | Freetown    | 15 oktober 1994  | Afrika Cup 1996 kwalificatie | Sierra Leone − Congo-Brazzaville | 3 − 2   |
| 2 | Brazzaville | 22 april 1995    | Afrika Cup 1996 kwalificatie | Congo-Brazzaville − Sierra Leone | 0 − 2   |
| 3 | Brazzaville | 12 oktober 2003  | WK 2006 kwalificatie         | Congo-Brazzaville − Sierra Leone | 1 − 0   |
| 4 | Freetown    | 16 november 2003 | WK 2006 kwalificatie         | Sierra Leone − Congo-Brazzaville | 1 − 1   |
| 5 | Aksu        | 29 maart 2022    | Vriendschappelijk            | Congo-Brazzaville − Sierra Leone | 1 − 2   |

## Samenvatting
| Competitie              | Totaal gespeeld | Winst Congo-Brazzaville | Gelijk | Winst Sierra Leone | Doelsaldo Congo-Brazzaville – Sierra Leone |
| ----------------------- | --------------- | ----------------------- | ------ | ------------------ | ------------------------------------------ |
| WK-kwalificatie         | 2               | 1                       | 1      | 0                  | 2 − 1                                      |
| Afrika Cup-kwalificatie | 0               | 0                       | 0      | 0                  | 2 − 5                                      |
| Vriendschappelijk       | 1               | 0                       | 0      | 1                  | 1 − 2                                      |
| Totaal                  | 5               | 1                       | 1      | 3                  | 5 − 8                                      |

Wedstrijden bepaald door strafschoppen worden, in lijn met de FIFA, als een gelijkspel gerekend.
FCF · 
Vrouwenelftal van Congo-Brazzaville
1960–1969 ·
1970–1979 ·
1980–1989 ·
1990–1999 ·
2000–2009 ·
2010–2019 ·
2020−2029
1960 ·
1961 ·
1962 ·
1963 ·
1964 · 
1965 ·
1966 · 
1967 ·
1968 · 
1969 ·
1970 · 
1971 ·
1972 · 
1973 ·
1974 · 
1975 · 
1976 ·
1977 · 
1978 ·
1979 ·
1979 · 
1980 ·
1980 · 
1981 ·
1982 ·
1983 ·
1984 · 
1985 ·
1986 · 
1987 ·
1988 · 
1989 ·
1990 · 
1991 ·
1992 · 
1993 ·
1994 · 
1995 ·
1996 · 
1997 ·
1998 · 
1999 ·
2000 · 
2001 ·
2002 · 
2003 ·
2004 · 
2005 · 
2006 ·
2007 · 
2008 ·
2009 · 
2010 · 
2011 ·
2012 · 
2013 · 
2014 ·
2015 ·
2016 ·
2017 ·
2018 ·
2019 ·
2020 ·
2021 ·
2022 ·
2023
Algerije ·
Angola ·
Benin ·
Burkina Faso ·
Burundi ·
Canada ·
Centraal-Afrikaanse Republiek ·
Congo-Kinshasa ·
Egypte ·
Equatoriaal-Guinea ·
Ethiopië ·
Gabon ·
Gambia ·
Ghana ·
Guinee ·
Guinee-Bissau ·
Ivoorkust ·
Kaapverdië ·
Kameroen ·
Kenia ·
Liberia ·
Libië ·
Madagaskar ·
Malawi ·
Mali ·
Marokko ·
Mauritanië ·
Mauritius ·
Mozambique ·
Namibië ·
Niger ·
Nigeria ·
Noord-Korea ·
Oeganda ·
Rwanda ·
Sao Tomé en Principe ·
Saoedi-Arabië ·
Senegal ·
Sierra Leone ·
Soedan ·
Swaziland ·
Tanzania ·
Thailand ·
Togo ·
Tsjaad ·
Tunesië ·
Zambia ·
Zimbabwe ·
Zuid-Afrika ·
Zuid-Soedan
SLFA · 
A-internationals · 
Sierra Leoons vrouwenelftal
1966 – 1979 · 
1980 – 1989 · 
1990 – 1999 · 
2000 – 2009 · 
2010 – 2019 ·
2020 − 2029
Algerije ·
Angola ·
Benin ·
Burkina Faso ·
Burundi ·
China ·
Comoren ·
Congo-Brazzaville ·
Congo-Kinshasa ·
Djibouti ·
Egypte ·
Equatoriaal-Guinea ·
Ethiopië ·
Gabon ·
Gambia ·
Ghana ·
Guinee ·
Guinee-Bissau ·
Irak ·
Iran ·
Ivoorkust ·
Jordanië ·
Kaapverdië ·
Kameroen ·
Kenia ·
Lesotho ·
Liberia ·
Malawi ·
Mali ·
Marokko ·
Mauritanië ·
Niger ·
Nigeria ·
Sao Tomé en Principe ·
Senegal ·
Seychellen ·
Soedan ·
Somalië ·
Swaziland ·
Togo ·
Tsjaad ·
Tunesië ·
Zambia ·
Zuid-Afrika